# Cafeïna
La cafeïna, teïna o guaranina és un compost químic estimulant del sistema nerviós central de la classe de les metilxantines. És la droga psicoactiva més consumida al món, ja que, a diferència de moltes altres substàncies psicoactives, no és regulada i és legal a pràcticament tot el món. Es coneixen diversos mecanismes d’acció per a explicar els efectes de la cafeïna. El més destacat és que evita els efectes de somnolència induïts per l'adenosina, car bloca reversiblement l’acció de l’adenosina sobre els seus receptors. La cafeïna és, a més a més, estimulant d'algunes regions del sistema nerviós autònom.
La cafeïna és una substància cristal·lina blanca i de sabor amarga. És una purina, car és formada de dos anells, un amb tres àtoms de carboni i dos de nitrogen i un altre amb quatre de carboni i dos de nitrogen. És també un alcaloide de metilxantina, i és químicament relacionada amb les bases de l’àcid desoxiribonucleic (DNA) i l’àcid ribonucleic (RNA) adeninai guanina. Ocorre a les llavors, fruits, o fulles de diverses plantes originàries d'Àfrica, Àsia oriental i Amèrica del Sud tals com el cafè, el cacau, la cola nitida, el te i el guaranà. En aquestes plantes ajuda a protegir-les contra els herbívors, així com també contra la competència interespecífica d'altres plantes, evitant la germinació de llavors que hi hagi a prop. A més a més, també fomenta el consum d’alguns animals selectes beneficiosos, com les abelles mel·líferes. Les  fonts més conegudes de cafeïna són els grans de cafè, llavors de les plantes de Coffea arabica, i les fulles del te (Camellia sinensis). Els humans solen beure begudes que contenen cafeïna per alleujar o prevenir la somnolència i millorar el rendiment cognitiu. Per a elaborar aquestes begudes, s'extreu cafeïna submergint el producte vegetal en aigua calenta, un procés anomenat infusió. Aquestes begudes amb contingut de cafeïna, com poden ser el cafè, el te i els refrescos de cola, es consumeixen moltíssim en tot el món. El 2020, al món, es van consumir gairebé 10 milions de tones de grans de cafè.
La cafeïna pot tenir efectes tant positius com negatius sobre la salut. Pot millorar i prevenir trastorns respiratoris prematurs de nadons, com la displàsia broncopulmonar i l'apnea de prematuritat. El citrat de cafeïna figura a la llista model de Medicaments essencials de l'OMS. Pot conferir un lleuger efecte protector contra algunes malalties, com el Parkinson. Algunes persones experimenten trastorns del son o ansietat si consumeixen cafeïna, mentre que n'hi ha d'altres que mostren poca molèstia. Se sospita que el consum excessiu de cafeïna pot ser un risc durant l'embaràs, per la qual cosa algunes autoritats recomanen que les dones prenyades limitin la cafeïna a l'equivalent a dues tasses de cafè per dia o menys. La cafeïna pot produir una forma lleu de dependència a les drogues, associada a una síndrome d'abstinència, com somnolència, mal de cap i irritabilitat, quan un individu deixa d'usar cafeïna després d'una ingesta diària repetida. La tolerància als efectes d'evitar la somnolència, l’augment de la pressió arterial i de la freqüència cardíaca i de l’augment de la producció d’orina es desenvolupa amb l’ús crònic (és a dir, aquests símptomes són menys significatius o no es produeixen després d’un ús consistent.
La cafeïna és classificada per la Food and Drug Administration dels EUA com a "generalment reconeguda com a segura". Les dosis tòxiques, superiors a 10 grams al dia per a un adult, són molt superiors a la dosi típica de menys de 500 mil·ligrams al dia. L’Autoritat Europea de Seguretat Alimentària va reportar que la ingesta d'un màxim de 400 mg de cafeïna al dia (al voltant de 5,7 mg/Kg de massa corporal al dia) no comporta cap problema de seguretat als adults no gestants, mentre que fins a 200 mg al dia per a dones embarassades i en període de lactància no comporta cap problema de salut per al fetus ni per als nadons lactants. Una tassa de cafè conté entre 80 i 175 mg de cafeïna, segons la mena de grans de cafè que es facin servir, de com s'hagin torrat (els grans més torrats tenen menys cafeïna) i de com es prepari (per exemple, degoteig, percolació o cafè exprés). Per tant, calen aproximadament entre 50 i 100 tasses de cafè ordinàries per a assolir la dosi tòxica. No obstant això, la cafeïna en pols pura, pot ser letal en quantitats molt més petites.
Investigadors del Departament de Psiquiatria i Psicobiologia Clínica de la Universitat de Barcelona han conclòs que combinar cafeïna i glucosa afavoreix l'atenció, l'aprenentatge i la consolidació de la memòria verbal, efecte que no es percep en ingerir aquestes dues substàncies per separat.

## Propietats químiques
La cafeïna és un alcaloide de la família metilxantina, que també inclou la teofil·lina i la teobromina, amb estructura química semblant. En estat pur és una pols blanca molt amarga. Va ser descoberta el 1819 per Ruge i descrita el 1821 per Pierre Joseph Pelletier i Pierre Jean Robiquet.
La seua fórmula química és C₈H10N₄O₂, el nom sistemàtic és 1,3,7-trimetilxantina o 3,7-dihidro-1,3,7-trimetil-1H-purina-2,6-diona. En podem veure l'estructura en els diagrames inclosos.
La cafeïna és una substància molt poc soluble en H₂O a temperatura ambient, això en dificulta la lliure mobilitat pels diferents teixits de la planta, si no fos així, la cafeïna resultaria tòxica per a les cèl·lules de les mateixes plantes que l produeixen, però és molt soluble en aigua bullent. El punt de fusió va dels 234 als 238 °C.

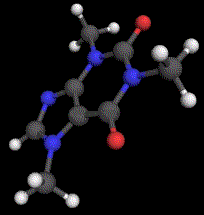
Molècula 3D de cafeïna

Una tassa de café conté de 100 a 200 mg de cafeïna. Un café exprés conté a prop de 100 mg, el café descafeïnat, a Espanya, ha de contenir una quantitat de cafeïna no superior al 0,3 %. La cafeïna es pot aconseguir també en píndoles estimulants de fins a 200 mg.

## Efectes de la cafeïna
La cafeïna inhibeix la fosfodiesterasi, que és responsable de la desactivació de la AMPc. El creixement de la taxa de AMPc intracel·lular, n'amplifica l'acció de «segon missatger», la qual cosa la fa responsable de les principals conseqüències farmacològiques de la cafeïna. La cafeïna produeix vasoconstricció; presenta efectes en els sistemes cardiovasculars, respiratori i gastrointestinal. Addicionalment, actua en els músculs esquelètics, en el flux sanguini renal, la glicogenolisa i de la lipolisa.
El consum elevat pot provocar una intoxicació. Els símptomes són insomni, nerviosisme, excitació, cara rogenca, augment de la diüresi i problemes gastrointestinals. En algunes persones els símptomes apareixen consumint quantitats molt reduïdes, com 250 mg per dia. Més enllà d'un gram al dia pot produir contraccions musculars involuntàries, desvaris, arrítmia cardíaca, i agitacions psicomotrius. Els símptomes de la intoxicació amb cafeïna són semblants als del pànic i d'ansietat generalitzada. La LD50 estimada de la cafeïna és de 10 g, l'equivalent de la qual és d'una mitjana de 100 tasses de café.

## Farmacologia

### Farmacodinàmica
En absència de cafeïna i quan una persona és desperta i en alerta, hi ha poca adenosina a les neurones del sistema nerviós central. En un estat de vigília continuat, amb el pas del temps l’adenosina es va acumulant a les sinapsis neuronals, on activa els receptors d'adenosina que hi ha en determinades neurones del SNC; en activar-se, aquests receptors produeixen una resposta cel·lular que en última instància augmenta la somnolència. Quan es consumeix cafeïna, aquesta antagonitza els receptors de l’adenosina; en altres paraules, la cafeïna impedeix que l’adenosina activi el receptor blocant el lloc on l’adenosina s'hi uneix. Com a resultat, la cafeïna prevé o alleuja temporalment la somnolència i, per tant, manté o restaura l’alerta.

#### Objectius del receptor i del canal iònic
La cafeïna és un antagonista dels receptors A2A de l'adenosina, i estudis en ratolins knockout han implicat específicament l'antagonisme a aquests receptors com al responsable dels efectes de promoció de la vigilia de la cafeïna. L'antagonisme dels receptors A2A a la zona preòptica ventrolateral redueix la neurotransmissió GABA inhibidora al nucli tuberomammil·lar, un nucli de projecció histaminèrgic que afavoreix l'excitació segons l'activació. Aquesta desinhibició del nucli tuberomamiliar és el mecanisme posterior pel qual la cafeïna produeix efectes que promouen la vigília. La cafeïna és una antagonista dels quatre subtipus de receptors d’adenosina (A1, A2A, A2B i A₃), encara que amb potència variable. Els valors d’afinitat (KD) de la cafeïna pels receptors d’adenosina humans són 12 μM per A1, 2,4 μM per A2A, 13 μM per A2B, i 80 μM per A₃.
L’antagonisme dels receptors d’adenosina de la cafeïna també estimula els centres medulars vagals, vasomotors i respiratoris, cosa que augmenta la freqüència respiratòria, redueix la freqüència cardíaca i restringeix els vasos sanguinis. L'antagonisme del receptor d'adenosina també afavoreix l'alliberament de neurotransmissors (per exemple, monoamines i acetilcolina), que doten la cafeïna dels seus efectes estimulants; l'adenosina actua com un neurotransmissor inhibidor que suprimeix l'activitat del sistema nerviós central. Les palpitacions del cor són causades pel bloqueig del receptor A1.
Com que la cafeïna és tant hidrosoluble com liposoluble, travessa fàcilment la barrera hematoencefàlica que separa el torrent sanguini de l’interior del cervell. Un cop al cervell, el principal mode d’acció és com un antagonista no selectiu dels receptors de l’adenosina. La molècula de cafeïna és estructuralment similar a l’adenosina i per això és capaç d’unir-se als seus receptors a la superfície de les cèl·lules sense activar-les, actuant així com un antagonista competitiu.
A més de la seva activitat en els receptors d’adenosina, la cafeïna és un antagonista del receptor 1 de l’inositol trisfosfat i un activador independent de voltatge dels receptors de rianodina (RYR1, RYR2 i RYR3).  També és un antagonista competitiu del receptor de glicina ionotròpica.

#### Efectes sobre la dopamina del nucli estriat
Tot i que la cafeïna no s'uneix directament a cap receptor de dopamina, influeix en l’activitat d’unió de la dopamina en els seus receptors del nucli estriat unint-se als receptors d’adenosina que han format heteròmers GPCR amb receptors de dopamina, específicament l’heterodímer del receptor A1-D1 (és a dir, un complex receptor amb un receptor d’adenosina A1 i un receptor de dopamina D1) i l'heterotetramer del receptor A2A-D₂ (és a dir, d’un complex dos receptors d'adenosina A2A i dos receptors de dopamina D₂). L'heterotetramer del receptor A2A- D₂ s'ha identificat com un objectiu farmacològic principal de la cafeïna, principalment perquè intervé en alguns dels seus efectes psicoestimulants i les seves interaccions farmacodinàmiques amb psicoestimulants dopaminèrgics.
La cafeïna també provoca l’alliberament de dopamina al nucli estriat i a linterior del nucli accumbens, però no a la seva part externa, antagonitzant els receptors A1 a l'axó terminal de les neurones de dopamina i els heterodímers A1 - A2A (un complex receptor compost per un receptor d’adenosina A1 i un receptor d’adenosina A2A) a l’axó terminal de les neurones de glutamat. Durant l'ús crònic de cafeïna, l'alliberament de dopamina induït per la cafeïna dins del nucli del nucli accumbens es redueix notablement a causa de la tolerància.

#### Objectius enzimàtics
La cafeïna, com altres xantines, també actua com a inhibidor de la fosfodiesterasa. Com a inhibidor competitiu de la fosfodiesterasa no selectiu, la cafeïna augmenta el monofosfat d'adenosina cíclic intracel·lular, activa la proteïna proteïna-cinasa A, inhibeix la síntesi del factor de necrosi tumoral alfa i leucotriè i redueix la inflamació i la immunitat innata.  La cafeïna també afecta el sistema colinèrgic, on és un inhibidor moderat de l'enzim acetilcolinesterasa.

### Farmacocinètica
La cafeïna del cafè o altres begudes és absorbida per l’intestí prim durant els 45 minuts posteriors a la ingestió on passa al torrent sanguini i es distribueix per tots els teixits corporals. La concentració màxima en sang s'aconsegueix entre les 1-2 hores posteriors a la ingestió. S'elimina seguint una cinètica de primer ordre. La cafeïna també es pot absorbir per via rectal, com ho demostren els supositoris de tartrat d'ergotamina i cafeïna (utilitzats per alleujar les migranyes) així com els de clorobutanol i cafeïna (utilitzats per al tractament de la hiperèmesi).  No obstant, l'absorció rectal és menys eficient que la oral: la concentració màxima (Cmàx) i la quantitat total absorbida són aproximadament el 30% (és a dir, 1/3,5) de les quantitats orals.
La vida mitjana biològica de la cafeïna (el temps necessari perquè el cos elimini la meitat d’una dosi) varia molt entre diferents individus i degut a factors tals com l'embaràs, la interferència amb altres medicaments, el nivell de d'activitat dels enzims hepàtics (necessaris per al metabolisme de la cafeïna) i l'edat. En adults sans, la vida mitjana de la cafeïna oscil·la entre les 3 i les 7 hores. La vida mitjana es redueix en un 30-50% en homes fumadors adults, augmenta aproximadament el doble en dones que prenen anticonceptius orals i també es perllonga durant l'últim trimestre de l'embaràs. En els nounats, la vida mitjana pot ser de 80 hores o més, baixant molt ràpidament amb l'edat, possiblement a menys del valor adult a l'edat de 6 mesos. L’antidepressiu Fluvoxamina redueix l'eliminació de la cafeïna en més d’un 90% i n'augmenta la seva vida mitjana més de deu vegades; de 4,9 hores a 56 hores.
La cafeïna és metabolitzada al fetge pel sistema enzimàtic citocrom P450 oxidasa, en particular per l’isozim CYP1A2, en tres dimetilxantines, cadascuna de les quals té els seus propis efectes sobre el cos:
- Paraxantina (84%): augmenta la lipòlisi, provocant nivells elevats de glicerol i àcids grassos lliures al plasma sanguini.
- Teobromina (12%): dilata els vasos sanguinis i augmenta el volum d’orina. La teobromina també és el principal alcaloide del gra de cacau.
- Teofilina (4%): relaxa els músculs llisos dels bronquisi s'utilitza per tractar l'asma. Tanmateix, la dosi terapèutica de teofilina és moltes vegades superior als nivells assolits pel metabolisme de la cafeïna.[55]

L’àcid 1,3,7-trimetilúric és un metabòlit menor de la cafeïna. Cadascun d'aquests metabòlits també es metabolitza posteriorment i després s'excreta per l'orina. La cafeïna es pot acumular en individus amb malaltia hepàtica greu, augmentant la seva vida mitjana.
Un article del 2011 va trobar que un augment de la ingesta de cafeïna s'associa amb una variació en dos gens que augmenten la taxa de catabolisme de la cafeïna. Els individus que presentaven aquesta mutació en ambdós cromosomes consumien 40 mg més de cafeïna al dia que altres. Això es deu presumiblement a la necessitat d'una ingesta més elevada per aconseguir un efecte desitjat comparable, no a que el gen conduís a una disposició per a un major incentiu de l'habituació.